# Ziros
Ziros (Grieks: Ζηρός) is sedert 2011 een fusiegemeente (dimos) in de Griekse bestuurlijke regio (periferia) Epirus.
De vier deelgemeenten (dimotiki enotita) zijn:
- Anogeio (Ανώγειο)
- Filippiada (Φιλιππιάδα)
- Kranea (Κρανέα)
- Thesprotiko (Θεσπρωτικό)